# Bogarak
A bogarak (Coleoptera) az ízeltlábúak törzsének és a rovarok osztályának egyik rendje. Tudományos elnevezésük (Coleoptera) az ógörög eredetű κολεός (jelentése: tok, burok) és πτερόν (jelentése: szárny) szavakból származik. Innen ered régi magyar elnevezésük a fedelesszárnyúak is. A bogarak rendjének valóban egyik legfeltűnőbb sajátossága, hogy elülső pár szárnyuk megvastagodott és megkeményedett szárnyfedőt (kitinpáncél) alkot, amely védi egyrészt a nyugalmi állapotban alá behajtogatott második pár hártyás szárnyakat, másrészt a gyengébben kitinizált potrohot. A kemény szárnyfedők megléte és a mai élő bogarak egységes morfológiai megjelenése miatt sokáig monofiletikus csoportnak tartották a bogarak rendjét, azonban egyre több – főként molekuláris biológiai – bizonyíték szól amellett, hogy legalább egy alrendjük, a ragadozó bogarak (Adephaga) külön fejlődési ágat képvisel.
Jellemző rájuk az alábbi tulajdonságok együttes megléte:
- a két pár szárny közül az első pár kemény, kitines szárnyfedővé módosult, a hátulsó pedig hártyás;
- előtoruk szabadon áll, a közép- és utótoruk azonban egymással és a potrohhal is összenőtt;
- az ivarszervek a potrohba behúzottak;
- a kifejlett egyedek csápja 11 ízű.[3]

Teljes átalakulással fejlődnek; a fajok túlnyomó többségének rágó szájszervei vannak.
A Földön eddig leírt bogárfajok száma körülbelül 400 ezer, a Kárpát-medencében (Magyarországon) pedig 6300.
A mintegy 170 mm hosszú óriáscincér (Titanus giganteus) Brazíliából a legnagyobb ismert bogárfaj, a góliátbogár (Golianthus sp.) pedig körülbelül 100 gramm súlyával a legnehezebb rovar. A Föld legkisebb ismert bogárfaja a Scydosella musawasensis nevű paránybogár, mintegy 325 µm-es hosszával. Az európai fajok mérete 0,5 és 75 mm közt változik, a legnagyobb közép-európai bogár a nagy szarvasbogár (Lucanus cervus).
A köznyelvben sokszor neveznek bogárnak más, nem ebbe a rendbe tartozó állatokat is: a svábbogár a csótány, a pincebogár pedig az ászkák köznapi elnevezése; a méhésznyelv pedig a házi méhet hívja helytelenül bogárnak.

## Áttekintés

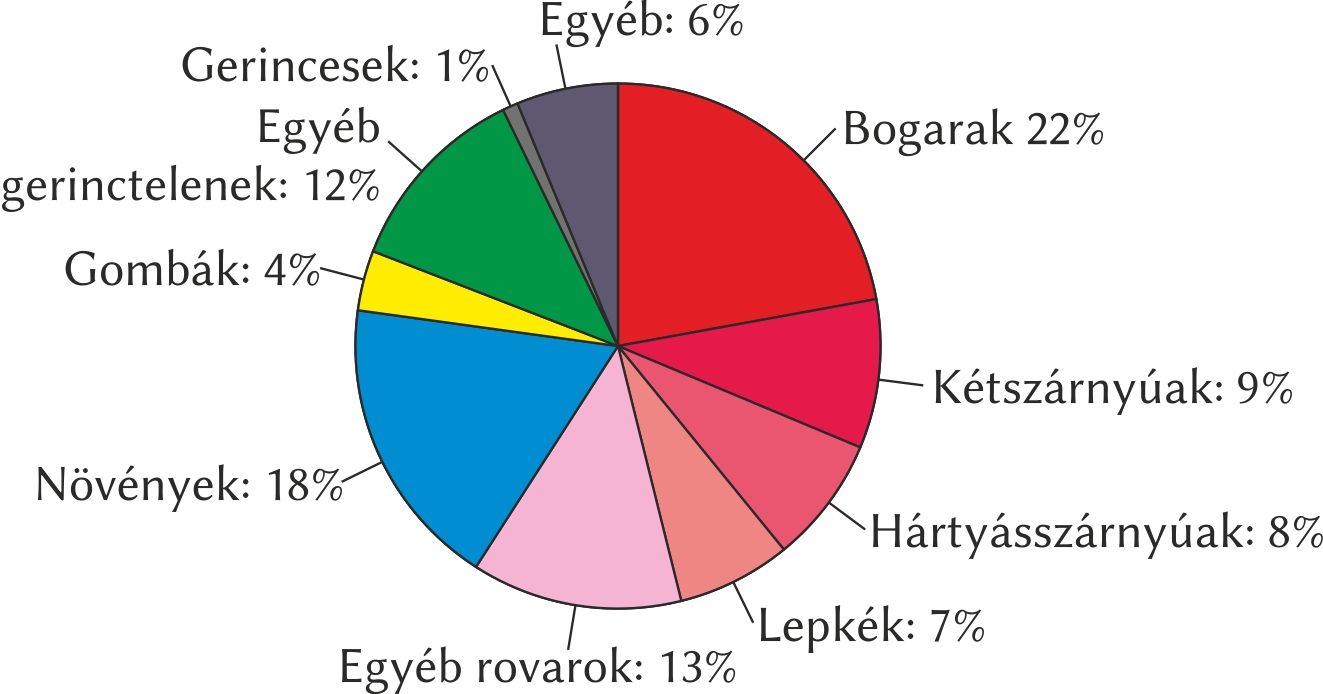
Ismert élőlényfajok megoszlása

A bogarak rendjébe tartozik a Földön ismert élőlény-fajok több, mint 20%-a, ezzel ez a legfajgazdagabb rend. Az ismert rovarfajok 40%-át teszik ki a bogarak (hozzávetőlegesen 400 000 fajjal), és napjainkban is folyamatosan írnak le újakat. Néhány becslés a bogárfajok tényleges számát, beleszámítva a még felfedezetlen fajokat akár 100 millióra is teszi, de inkább elfogadott az 1 milliós becslés. A legnagyobb fajszámú ismert rendszertani család, az ormányosbogár-félék szintén e rendbe tartozik.
Ma a bogarak változatos életmódjuknak köszönhetően a Föld szinte minden életterében megtalálhatóak a tengerek és sarkvidékek kivételével. A bogarak rendjén belül nagyfokú ökológiai sokféleség jellemző a táplálkozás terén is. Vannak köztük az elhalt biomasszán elő lebontók, az elhullott állatokat eltakarító dögevők és ürülékevők. Sok családjuk gombákra specializálódott, és szép számmal vannak növényevő csoportjaik is. Táplálkozhatnak pollenekkel, virágrészekkel és gyümölcsökkel is. Több csoportjuk ragadozó életmódot folytat; ezek nagy szerepet játszanak mezőgazdasági kártevők féken tartásában. Például a biológiai védekezésben széleskörűen alkalmazott katicabogarak jelentősek a növényi kártevő levéltetvek, tripszek és takácsatkák gyérítésében.
Túlnyomórészt a bogarak mezőgazdaságilag hasznosak vagy közömbösek, csak mintegy 100 fajuk jelentősebb kártevő: a krumplibogár (Leptinotarsa decemlineata), a gyapottokmányos bogár (Anthonomus grandis), a kukorica-kislisztbogár (Tribolium castaneum), és a szójazsizsik (Callosobruchus maculatus).
A bogaraknak többé-kevésbé kemény és merev kitines kültakarójuk van, különösen az elülső szárnyakból kialakult szárnyfedők (elytra) feltűnőek. A szárnyfedők alapján már ránézésre megkülönböztethetőek a bogarak a többi rovarrendtől; csak a fülbemászók és a poloskák körében találunk hasonló képleteket.
A bogarak a rovarokon belül a fejlett szárnyas rovarok (Endopterygota) közé tartoznak. Egyedfejlődésük során teljes átalakuláson mennek keresztül: a petéből lárva lesz, majd a bábból kikel a kifejlett egyed (imágó). Az Endopterygota (szó szerint: „belső szárnyas forma”) csoport szárnyai a test belsejében fejlődnek ki, és egy báb-formát magában foglaló komplex átalakuláson mennek keresztül.

## Elterjedés és sokféleség

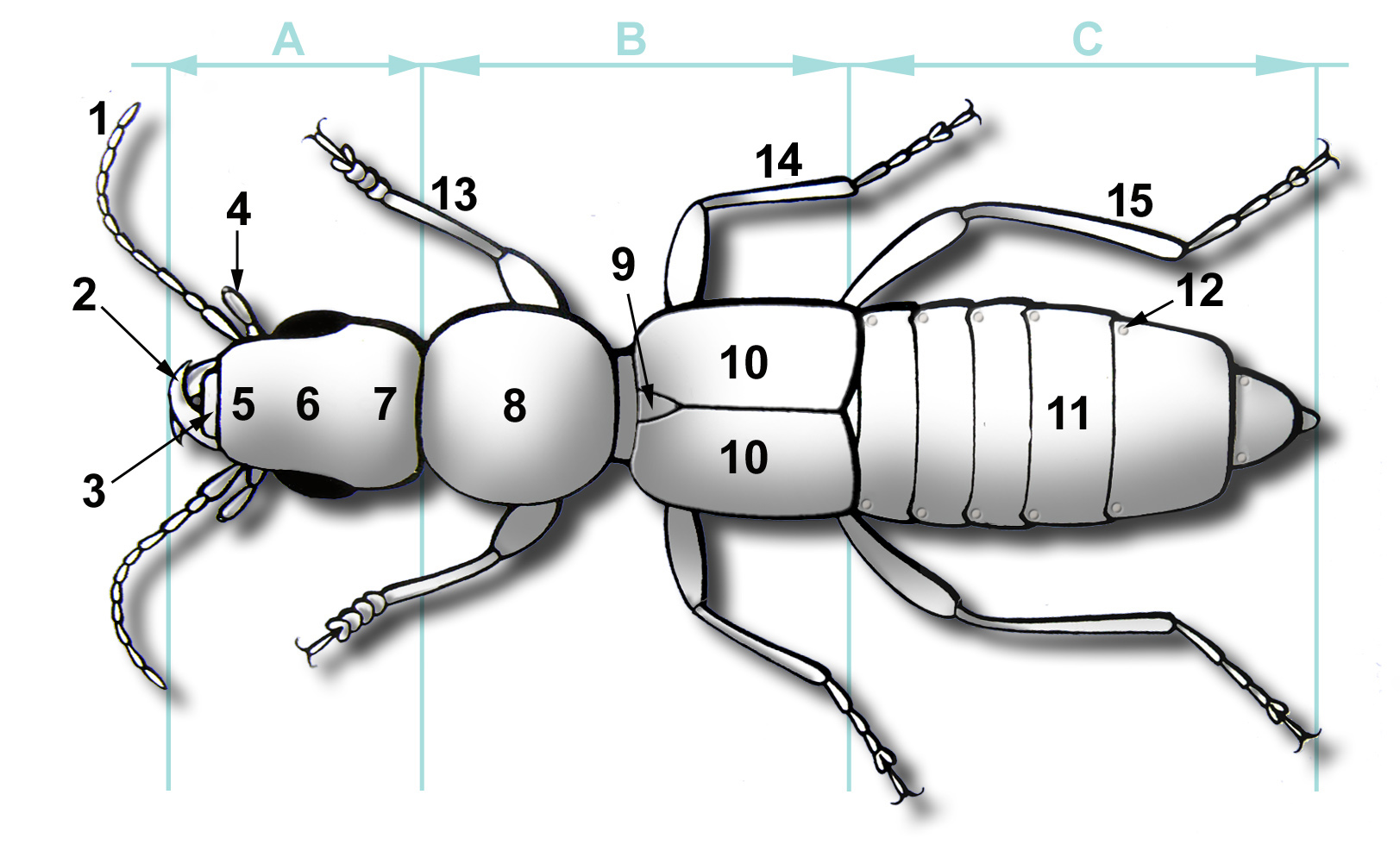
A – fej (caput)
B – tor (thorax)
C – potroh (abdomen)
1 – csáp (antenna)
2 – rágó (mandibula)
3 – felső ajak (labrum)
4 – állkapcsi tapogató (palpus maxillaris)
5 – fejpajzs (clypeus)
6 – homlok (frons)
7 – fejtető (vertex)
8 – előhát (pronotum)
9 – pajzsocska (scutellum)
10 – szárnyfedő (elytra)
11 – a potroh hátlemezei (tergit)
12 – légzőnyílás (stigma)
13, 14, 15 – lábak

A bogarak fajszáma messze a legmagasabb a rovarok közt, 4 alrendjükbe (ragadozó bogarak, Archostemata, Myxophaga, mindenevő bogarak) tartozó 350 000–400  000 fajuk a leírt állatfajok mintegy 25%-át teszi ki.  A fajok nagy részét csak egyetlen lelőhelyről vagy csak egy példány alapján írták le. A rejtettebb életmódú, kevésbé mutatós vagy nehezen határozható fajok jelentős része – főként a trópusokon – nagyrészt még leíratlan lehet. Az egyik első becslés a bogarak valós számára vonatkozólag inkább alapult terepi adatokon, mint katalógusokon. A technika szerint, amit a becsléshez használtak, a fajok valós száma akár elérheti a 12 milliót is. Később a módszer felülvizsgálata 850 000–4 000 000 köztire tette a fajszámot. Ezek szerint az élő bogárfajok 70–95 százaléka vár még felfedezésre.
Az ilyen becslések általában azon alapulnak, hogy az élővilág – így a bogárfauna is – a világ különböző részein nem egyformán tanulmányozott. Például, Ausztrália ismert bogárvilága 121 családba tartozó 3265 nemből és 23 000 fajból áll. Ez csak kissé kevesebb, mint a hasonló területű Észak-Amerikából ismert 129 családba, 3526 nembe sorolt 25 160 faj. Viszont míg az Észak-Amerikában várható fajszámot becslések 28 000-re teszik, addig a kevéssé feltárt ausztrál bogárfauna valós összfajszáma élérheti a 80 000-100 000-t is.
A bogarak evolúciós sikere több tényezőből ered. Az egyik legfontosabb az elülső szárnyak kemény szárnyfedővé alakulása. Ez az általában kemény kutikulával együtt egyrészt védi a sérülékeny, lágy potrohot a káros környezeti behatásoktól, másrészt lehetővé teszi a röpképes hátulsó szárnyak védelmét is. Így a bogarak sok, más rovarcsoport számára kevéssé elérhető élőhelyet (fakéreg alatti tér, fatest, trágya, talaj) is meg tudtak hódítani. Másik fontos tényező volt a bogarak korai alkalmazkodása az első virágos növényekhez.
A bogarak sokféleségének segítségével lehet legjobban megismerni, mely tényezők vezettek a csoport sikerességéhez. Ha megvizsgáljuk az ismert fajok rendszertani eloszlását, azt látjuk, hogy 62 százalékuk hat, igen fajgazdag és változatos családba tartozik: ormányosbogár-félék, holyvafélék, levélbogárfélék, futrinkafélék, ganajtúrófélék, és cincérfélék. A kisebb családokba tartozik az ismert fajok 22 százaléka – 127 olyan családjuk van, ahova kevesebb mint 1 000 faj, és 29, ahova 1 000–6 000 leírt faj tartozik. Így a bogarak sikerességéhez nemcsak néhány nagy fajszámú, hanem sok, kisebb mértékben elterjedt fejlődési vonal is hozzájárult. A bogarak mai sokféleségének mintázata azt tükrözi, hogy a korai evolúciójuk során erőteljes adaptív radiációval ágaztak szét több fejlődési vonalra, melyek közül sok évmilliókon át a mai napig virágkorát éli.
A bogarak elterjedése egybeesett a zárvatermők kréta időszaki alkalmazkodó szétterjedésével. Ennek a koevolúciónak köszönhető, hogy a 6 fajokban leggazdagabb fejlődési vonalból 4 elsődlegesen zárvatermőkhöz kötődő növényevő: ormányosbogár-félék, levélbogárfélék, ganajtúrófélék és cincérfélék. Mindemellett a növényevőkön kívül a bogarak közt találunk sikeres ragadozó, dögevő és gombaevő fejlődési irányokat is. Bogarakkal szinte minden természetes élőhelyen találkozhatunk: édesvízi és tengeri környezetben, a növényzeten és növények belsejében, virágokon és fák kérge alatt, lombozaton, a talajban gyökerek és elhalt növényi anyagok közt.

## Morfológia
A bogarak általános ismertetőjelei a különösen kemény külső váz (exosceleton) és a kemény szárnyfedők (elytra). Mint minden rovar, a bogarak kültakarója is szelvényesen helyezkedik el és hártyás részek által összekapcsolt vagy összeforrt kitinpajzsok (scleritek) alkotják. Ez a testfelépítés megfelelő védelmet, ugyanakkor meglehetős flexibilitást biztosít a bogaraknak. Habár a bogarak általános testfelépítése meglehetősen hasonló, különféle testrészeik meglehetős módosulásokon eshetnek át a különböző életmód függvényében.
A többi rovarhoz hasonlóan a bogarak teste is 3 fő testtájra tagolódik: fejre, torra és potrohra.

### Fej
A bogarak feje (caput) eredetileg 6 szelvényből kialakult, varratok mentén összeforrt egységes tok (capsula). Ezen helyezkednek a szemek és a végtagi eredetű csápok és szájszervek. A fejtok főbb régiói:
fejpajzs (clypeus): a homlok és a csápok ízesülése előtt, a fej elülső részén,
homlok (frons): szemek közt, a fej tetején
fejtető (vertex): a szemek mögött, a fej hátulsó részén
halánték (tempus): a szemek mögött, a fej oldalán,
pofa (gena): a szemek előtt, a fej oldalán helyezkedik el.
A fejük állása a test hossztengelyéhez képest lehet:
prognath ("előre állású"): a fej tengelye egybeesik a test hossztengelyével,
orthognath ("egyenes állású"): a fej a test hossztengelyére merőleges,
opisthognath ("hátsó állású"): a fej a test hossztengelyéhez képest tompaszöget zár be.
A fej gyakran részben vagy teljesen az előtor alá behúzott. 

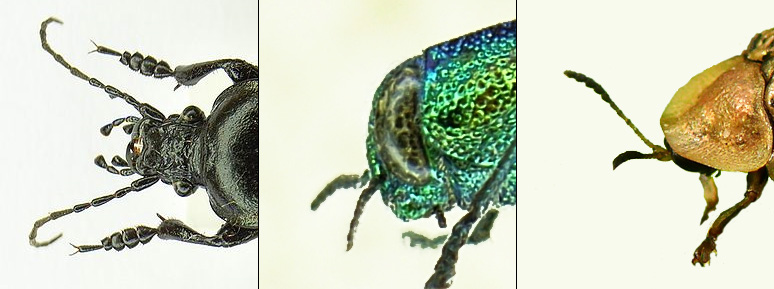
Bogarak fejének orientációja:
prognath (Carabus nemoralis),
orthognath (Ovalisia rutilans),
opisthognath (Cassida nebulosa).

A fej szemek előtti részeinek ormányszerű megnyúlása, a rostrum kialakulása gyakori módosulás a bogarak különböző csoportjaiban, habár legjellemzőbb az ormányosbogár-szerűek öregcsaládjában. Az ormány kialakulása illetve a fej különböző mértékű megnyúlása a bogaraknál több fejlődési vonalon is megtörtént egymástól függetlenül:
Staphiliniformia alrendág: tapogatósbogár-formák, barázdásholyva-formák (Tanyrhinus) és sajkabogárformák (holyvafélék),
Elateriformia alrendág: Ptilodactylidae, hajnalbogárfélék,
Cucujiformia alrendág:
Cucujoidea öregcsalád: Nepharis (fogasnyakúlapbogár-félék), néhány Mystropini (fénybogárfélék), Rhinomalus (szegélyeslapbogár-félék),
Tenebrionoidea öregcsalád: Mycterus (álzsizsikfélék), Rhinosimus, Vincenzellus (álormányosbogár-félék), Mitraelabrini (fürgebogárfélék), Allecullinae (gyászbogárfélék),
Chrysomeloidea öregcsalád: Diaphanops (levélbogárfélék),
Curculionoidea öregcsalád: hét-kilenc család.
Néhányuknál ezek közül (Mystropini, Mycterus, Diaphanops, hajnalbogárfélék) a rostrum kialakulása többé-kevésbé összefügg a virágokon való táplálkozással. Az ormány megkönnyíti a hozzáférést a virágokban található virágporhoz és nektárhoz. Másoknál (fénybogárfélék) az ormány megjelenése a csoport nyitvatermő-tobozokhoz való táplálék-specializációját segítette elő a korai mezozoikumban. Az ormányosbogár-szerűekhez tartozó fajok ormányuk segítségével fúrnak lyukat a tápnövényeikbe, és ebben helyezik el petéiket. Mindemellett találunk ormányt olyan – főként fakéreg alatt élő – csoportoknál is (fogasnyakúlapbogár-félék, szegélyeslapbogár-félék, álormányosbogár-félék, egyes holyvafélék), melyekre nem jellemző egyik fenti életmód sem.

#### Szemek
Összetett szemeik a fej oldalán elhelyezkednek el, egyszerű ommatidiumok csoportjaiból állnak, számuk általában 2 000 körüli, de akár 25 000 is lehet. Barlangi, avarban élő fajoknál hiányozhatnak is. A szemek pereme alapesetben ép, sokszor azonban kikanyarított, emiatt konkáv alakú. Néha a szem a pofáktól induló kitinléccel vízszintesen többé-kevésbé kettéosztott, esetleg szélesen elválasztott. Ez a jelenség 6 független alkalommal is megjelent a rend evolúció során (csiborfélék, pöttömbogárfélék, cincérfélék (takácscincérformák), ormányosbogár-félék, gyászbogárfélék), teljesen osztott szemeket a keringőbogár-féléknél láthatunk. Vízfelszínen élő bogaraknál ez lehetővé teszi, hogy az állat egyszerre lásson a víz felszíne alá és felé is.
Míg a bogarak közeli rokonainál (hártyásszárnyúak, kétszárnyúak) az összetett szemek mellett gyakran találunk a fejtetőn három pontszemet, addig a bogarak rendjében a pontszemek csak ritkán, bazális helyzetű csoportoknál találhatóak meg. Egy pár pontszeme van egyes holyvaféléknek (barázdásholyva-formák), áldögbogárféléknek (Pteroloma), tócsabogárféléknek, gödörkésbogár-féléknek és szemecskésbogár-féléknek. Egyetlen, páratlan pontszemet találunk egyes porvaféléknél (Dermestini), és sutaholyvaformáknál (Metopsia=(Phloeobium)). Egyedülálló módon csak a rejtélyes Sikhotealinia zhiltzovae (jurabogárfélék) fajnál jelezték három pontszem meglétét, ami példátlan mind az élő, mind a fosszilis bogarak közt. A pontszemek valószínűleg nem képesek éles kép előállítására, szerepük feltételezhetőleg a fény és árnyék megkülönböztetése, a horizont és a polarizált fény észlelése. Ezen felül gyengén pigmentált, idegszövettel ellátott homloki területeket más csoportoknál is kimutattak, melyek értelmezhetőek a bogarak őseinél még előforduló pontszemek maradványaiként.

#### Csápok
Minden fajnál megtalálható az egy pár csáp. A csáp elsődlegesen a bogarak szaglószerve, de tapintó és mechanikai érzékszerv is. Ritkábban egyéb funkciókat is betölthet: egyes nünükék (hólyaghúzófélék) hímjei párzás alatt ezzel ragadják meg a nőstényt, a futrinkafélékhez sorolt, hangyavendég Paussinae alcsalád fajainak csápja pedig mirigyeket tartalmaz, melyek a hangyák számára élvezetes, aromás váladékot termelnek. A holyvafélékhez tartozó tapogatósbogaraknál figyelték meg a csápok használatát a préda elejtésére. A csápok felületén található érzékszőrök és érzékszemölcsök (sensilla) különféle mechano-, chemo-, thermo-, és hygroreceptorokként működnek. Valószínűleg a csápban vannak az egyensúly-érzékelésért felelős receptorok is.
Mint minden szárnyas rovarnak (Perygota), a bogarak csápja is ún. csápostor. Csak a tőízben (scapus) van izomzat, ezt követi az általában jól elkülönült második íz (pedicellus), majd az ostor (flagellum). A csápízek (antennomer) száma általában 11, de gyakran előfordul ettől eltérés mindkét irányban. A csápok eredhetnek a homlokon, szemek belső széle mellett, homlok oldalszegélye alatt vagy a homlok elülső szegélyén a rágóízületek közt.
A bogarak csápjai változatos felépítésűek lehetnek, ez az egyes csoportjaikra jellemző, fontos határozóbélyeg. A csáp lehet feltűnő, a testet meghaladó hosszú is, mint például cincérféléknél, vagy pedig igen rövid, esetenként csak „fülszerű” (keringőbogár-félék). A bogarak csápjának alaptípusa fonalas vagy gyöngysorszerű, az ősibb csoportoknál főként ilyet találunk. Gyakran a csápostor vége fokozatosan megvastagszik, utolsó 1-4 íze lazább vagy tömörebb bunkót alkot. A Scarabaeiformia alrendágra jellemző a lemezes csáp, amikor a csápostor utolsó 3-7 íze lemezszerűen megnyúlt, lemezszerűen terpeszthető vagy merev. Több csoportnál (sutabogárfélék, szarvasbogárfélék, ormányosbogár-szerűek) találunk térdes csápokat: ilyenkor a csáp tőíze hosszú, a csápnyélen túl megtörik. Mivel a csápokkal történik a szexferomonok érzékelése is, főként a hímeknél látható (ivari dimorfizmus) a csápízek laterális megnyúlása (fűrészes és fésűs csáp).
A kifejlett bogarak csápja alapesetben11 ízű, ez a bogarak mind a 4 recens alrendjére jellemző. Az ízek számának csökkenése összeolvadással 8, 9 vagy 10 ízre elég gyakori, ennél kisebb ízszámot főként az apró testű formáknál találunk (kéregbogárfélék, tapogatósbogár-formák, álszúfélék). Nem függ össze viszont az ízek számának csökkenése a testmérettel a lemezescsápúak csoportjánál, ahol a 10 ízű csáp az elterjedt; csak az álganajtúró-féléknél találnuk 11 ízt. Különösen gyakori a csáp redukciója – akár 1 ízre is – hangyavendég (mirmekofil) bogaraknál, így a futrinkafélék közé sorolt Paussinae alcsalád fajainál és a tapogatósbogár-formák Claviger neménél. Ritkábban fordul elő az ízek számának növekedése. 12 ízű csápot találunk egyes cincéreknél (Agapanthiini, Prionus), álcincéreknél (Nacerdini) és fürgebogárféléknél (Afremus); főként hímeknél. Itt a csáp végíze duplázódik meg. Ennél is több csápíz (15-40) található a Rhipiceridae, cincérfélék és a szentjánosbogár-félék családjainál; itt a csáp közbülső ízei duplázódnak meg.

#### Szájrészek

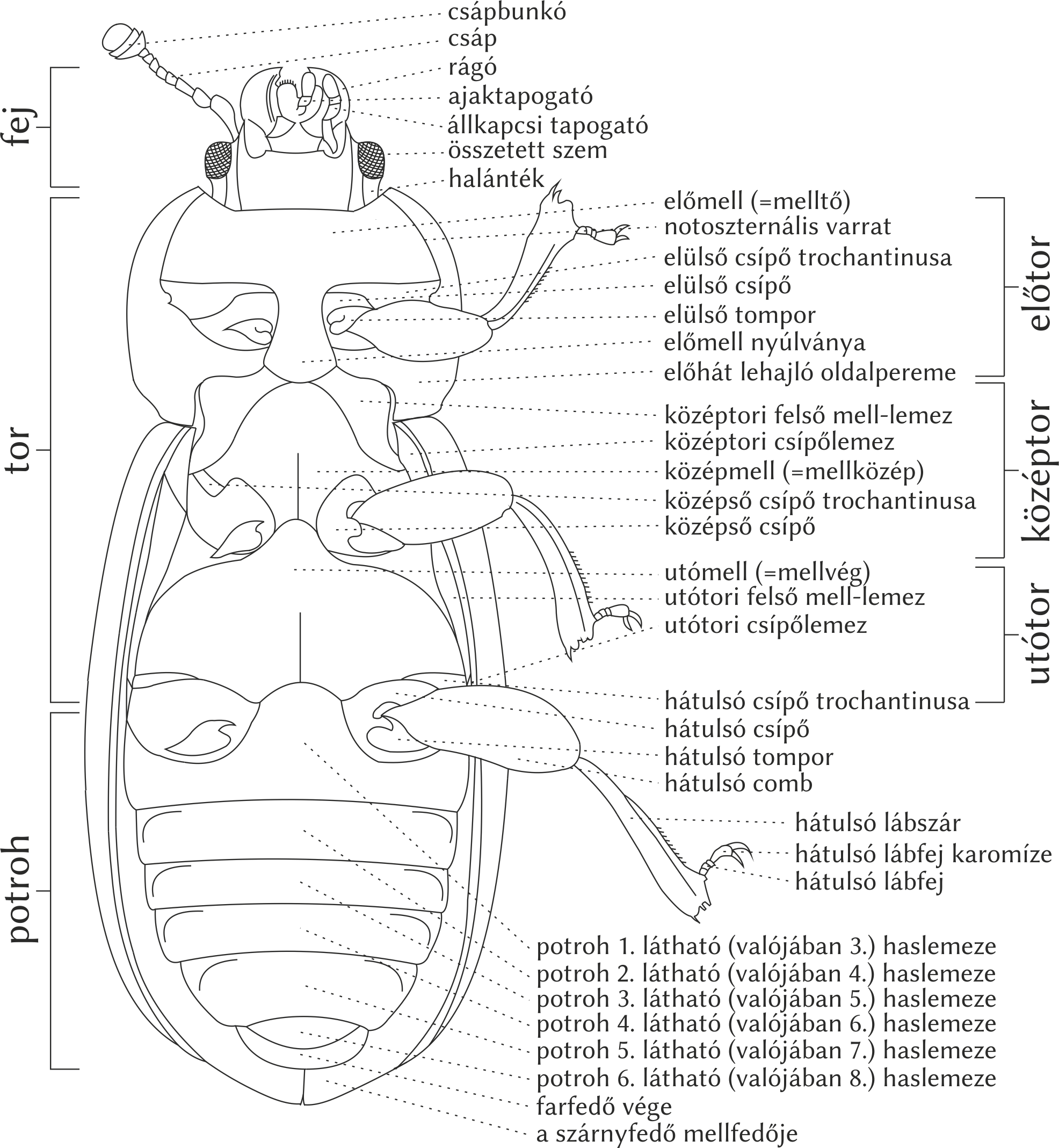
A bogártest részei alulnézetben

A szájrészeket (szájszerveket) a páros rágók (mandibula), a páros alsó állkapocs (maxilla) és a páratlan alsó ajak (labium) alkotják. A rágók a táplálék megragadásában és feldarabolásában, az állkapcsok a táplálék felaprításában játszanak szerepet. Az alsó állkapocs ritkán áll csak egy karéjból (óriásbogárformák, Nemognatha, Hister), túlnyomó részben külső (galea) és belső állkapocskaréjt (lacinia) is találunk. Az alsó ajaknak a táplálékfelvételben nincs jelentős szerepe. Mind az alsó állkapcson, mind az alsó ajkon találunk 1-1 pár tapogatót. Az állkapcsi tapogató (palpus maxillaris) négyízű, az alsó ajak tapogatója (palpus labialis) pedig háromízű. A tapogatókon szagló-, ízlelő- és tapintóérzékszervek találhatóak nagy számban. 
A bogarak szájszervei általában rágó típusúak, nagyrészt hasonló felépítésűek. A kifejlett állapotban nem táplálkozó fajnál egyes részek redukálódhatnak. Igen ritkán, a hólyaghúzófélék családjában 3, nektárral táplálkozó nemnél találunk nyaló-szívó szájszervet (proboscis). Az észak-amerikai Nemognatha és Gnathium fajoknál az állkapocs külső karéja, míg a palearktikus Leptopalpus nemnél az állkapcsi tapogató nyúlik meg, és alkot a méhek szívókájához vagy a lepkék pödörnyelvéhez hasonló, nektár kiszívásra alkalmas szervet. Erősen fejlett, olykor a csápnál is hosszabb állkapcsi tapogatót találunk a holyvaszerűek több csoportjában (tapogatósholyva-formák, tócsabogárfélék) és a csiborféléknél. Erősen megnagyobbodott, feltűnő rágókat több csoportnál is találunk; ez a jelenség főleg a hímekre jellemző. Legismertebb ez egyes szarvasbogaraknál; itt a rágók már nem is vesznek részt a táplálékfelvételben, a párválasztással kapcsolatos nemi versengésben játszanak szerepet. Hasonlóan megnyúlt rágói vannak egyes holyváknak (Siagonium), cincérféléknek (Prioninae: Macrodontia, Stenodontes, Psallidognathus, Cacosceles, Anthracocentrus, Callipogon, Acanthophorus stb.) és a gyászbogarak rokonsági körébe tartozó Trictenotomidae család fajainak.

### Tor
A tor három embrionális szelvényből alakul ki. Első szelvénye, az előtor (pronotum) a másik két torszelvénnyel csak lazán kapcsolódik, szabadon áll. Felülről látható, pajzsszerű hátlemeze az előhát (pronotum), mely gyakran oldalirányba lefele hajlik. Haslemeze az előmell (prosternum) (régebbi irodalomban melltő), melynek sokszor hátrafelé irányuló nyúlványa van (előmellnyúlvány). Oldallemeze (propleuron) az ősibb alrendeknél (ragadozó bogarak (Adephaga), Archostemata, Myxophaga) szabadon látható, így az előtoron egy-egy varrat látható a hát- és az oldallemez, majd az oldal- és a haslemez találkozásánál. A bogarak legfejlettebbnek tartott alrendjénél, a mindenevő bogaraknál (Polyphaga) ez az oldallemez rejtett, így itt csak egy varratot találunk (notoszternális varrat). Az előtorhoz kapcsolódik az elülső csípőn keresztül az első pár láb.
A tor második és harmadik szelvénye egymással és a potrohhal is szoros egységet alkot. A középtor (mesothorax) hátlemeze nagyrészt rejtett, csak kis hányada látható felülről szabadon, ez alkotja a szárnyfedők töve közt található pajzsocskát (scutellum). A pajzsocska alakja változatos lehet: kör, szív, háromszög vagy ötszög alakú; esetenként egyáltalán nem látható. A középtor és utótor haslemezeinek találkozásánál lévő csípőgödörből erednek a középső lábak. A középső csípők lehetnek nyitottak (ilyenkor a csípőgödröt oldalról a középtor oldallemeze határolja), vagy zártak (ilyenkor a középmell és az utómell veszi körül). Szintén a középtorról ered a szárnyfedő, ami tulajdonképpen a bogarak módosult elülső szárnypárja. A tor harmadik szelvénye az utótor (metathorax), innen erednek a hátulsó lábak és a hártyás szárnyak. Az utótort a nyugalomban lévő, összezárt szárnyfedők felülről befedik. Az utótorban találhatóak a repülőizmok, így ennek mérete függ a bogár röpképességétől.

#### Szárnyfedők
A középtoron ered a két szárnyfedő (elytron, többes számban elytra), ami az elülső hártyás szárnypárból alakult ki. A szárnyfedők elülső szöglete a váll (humerus), háti felülete a korong, oldalszegéllyel határolt, lehajló hasoldali része pedig a mellfedő (epipleuron). A két szárnyfedőpár a potrohot képzeletben hosszirányban kettéosztó vonal mentén záródik, találkozásuk a szárnyfedővarrat (sutura elytri). A bogarak szárnyfedőjének alakja, felülete, és színezete igen változatos lehet. A felület rácsos-bordás mintázata az egykori hártyás szárnyak erezetének maradványaként értelmezhető. A szárnyfedőkön lehetnek pontsorok, nagyobb beszúrt pontok, bordák illetve barázdák; fedheti őket lesimuló vagy elálló szőrözet is. Az így kialakuló mintázat fontos határozóbélyeg.
A bogarak ősibb formáinál még többé-kevésbé hártyás, keresztirányú erekkel ellátott, sejtes mintázatú szárnyfedőt találunk, amely túlnyúlik a potrohon. Ez a képlet a Perm időszak végére alakult át a mai bogaraknál látható kemény szárnyfedővé. A szárnyfedők a mai bogaraknál repülési funkciójukat szinte teljesen elvesztették, repülés közben alig vibrálnak vagy teljesen mozdulatlanok. Feladatuk a sérülékeny hártyás hátulsó szárnyak és a potroh védelme. A szárnyfedők alatt kialakult térbe nyílnak a légzőnyílások. Az itt kialakult, páradús környezet megnehezíti a bogarak kiszáradását. Egyes vízben élő bogarak (például a csíkbogárfélék) a szárnyfedők alatt levegőt tárolnak, melynek segítségével hosszabb ideig tudnak a víz alatt tartózkodni.
A szárnyfedők a röpképes bogaraknál repülés közben elállnak a testtől. Ez alól kivétel a rózsabogárformák (Cetoniinae) alcsaládja: ezek szárnyfedőiket repülés közben zárva tartják. Szárnyfedőik alatt, kétoldalt rés van, melyen át hártyás szárnyaikat kibonthatják a szárnyfedők megemelése nélkül.

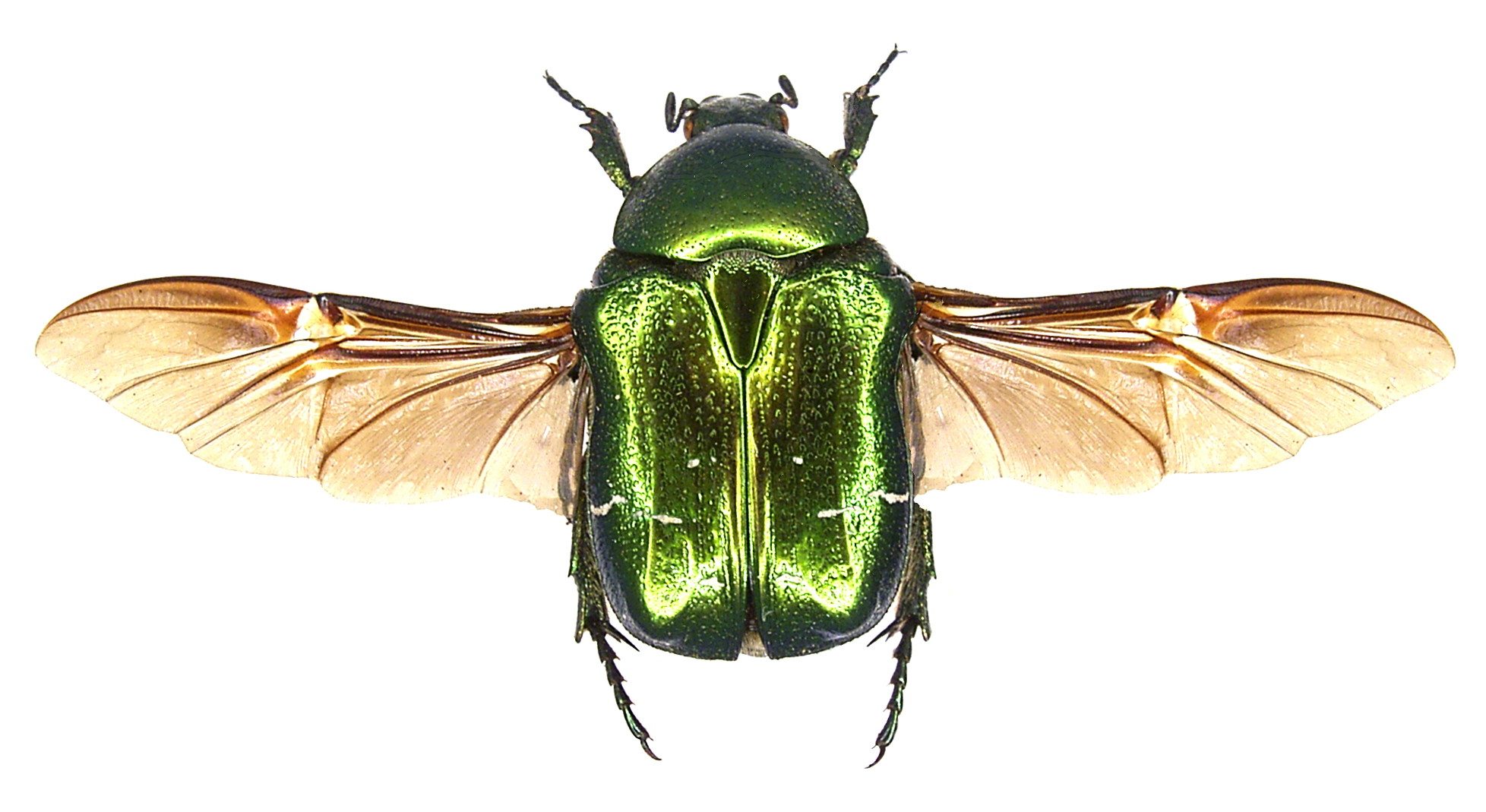
Aranyos rózsabogár szétterjesztett hátulsó szárnyakkal. A rózsabogárformák a szárnyfedő felemelése nélkül tudnak repülni.

A szárnyfedők sokszor meg is rövidülhetnek, ilyenkor nem fedik be teljesen a potrohot, így több-kevesebb potrohszelvény szabadon látszódik. Ez tipikus a holyvaféléknél, de előfordul több csoportnál is (hólyaghúzófélék, fénybogárfélék, cincérfélék). Szintén fejletlen, rövid szárnyfedőket találunk egyes fajok repképtelen nőstényeinél (csigabogárfélék, szentjánosbogár-félék). Röpképtelen fajoknál, ahol a hártyás szárnyak hiányoznak, a szárnyfedők szétnyithatatlanul kapcsolódnak össze (gyalogcincérek, egyes gyászbogarak, egyes futrinkák, a díszbogárfélék Acmaeoderini nemzetségének egyes fajai). Gyengén szklerotizált, puha szárnyfedőjük van a lágybogárféléknek és rokonságuknak. Szárazságkedvelő fajoknál a szárnyfedők különösen szorosan ölelik körül a potrohot; ezen fajoknak a párolgással történő vízvesztés csökkentésére széles álmellfedője is lehet.

#### Hártyás szárnyak

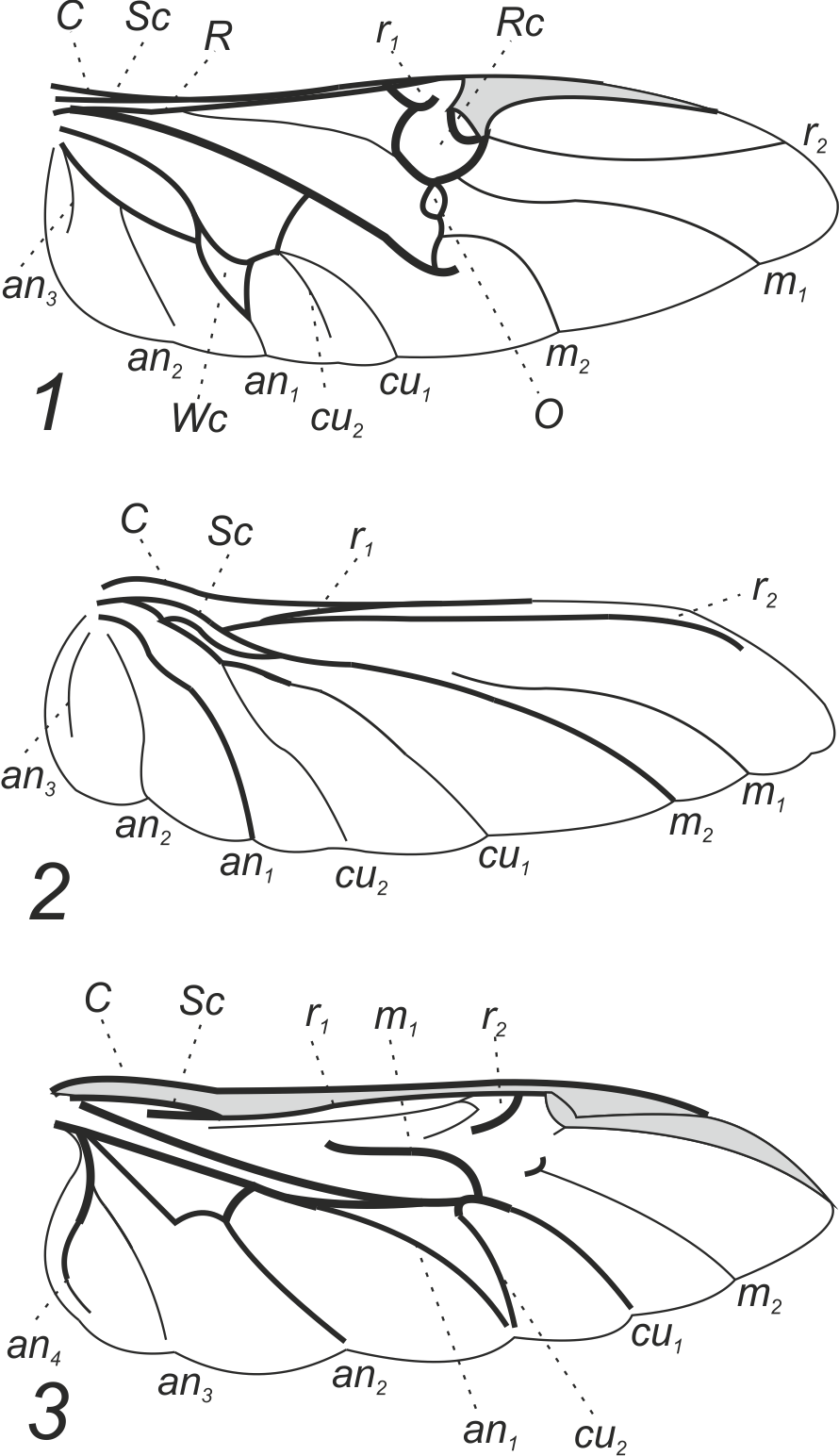
A hártyás szárnyak fő típusai:
1 – Adephaga-típus
2 – Staphylinoidea-típus
3 – Cantharoidea-típus
C – szegélyér
Sc – szegélyalatti ér
R – sugárér
m – középér
cu – könyökér
an – anális ér
Wc – éksejt
Rc – sugársejt
O – oblongum

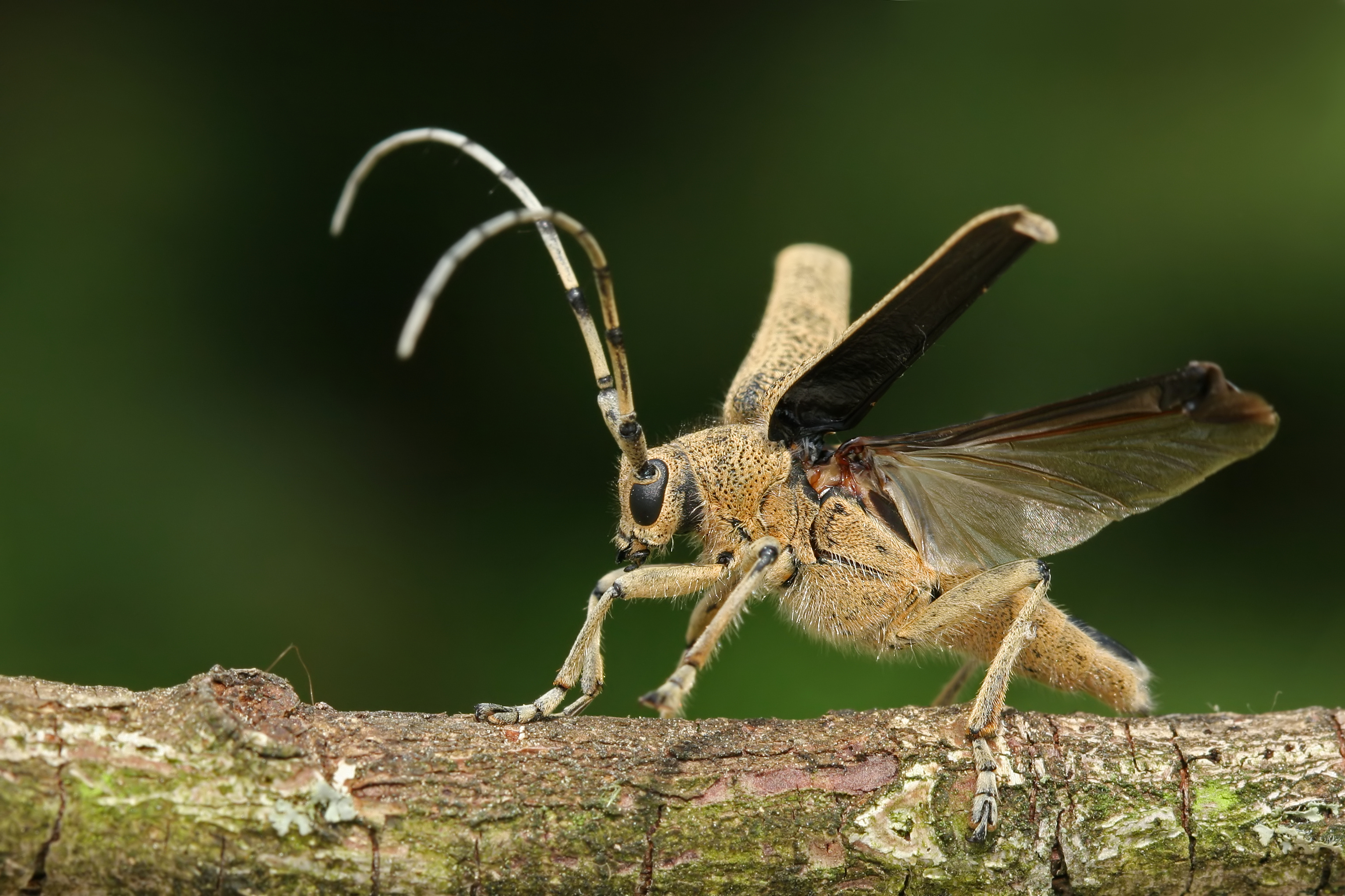
Nagy nyárfacincér (Saperda carcharias) épp készül elrepülni. Jól látszanak a szétnyitott szárnyfedők és kihajtogatott hártyás szárnyak

A tor harmadik szelvényéről, az utótorról erednek a bogarak hátulsó, hártyás szárnyai. A szárnyak felületét erek merevítik ki, melyekben vérnyirok (haemolympha) kering. A szárny elülső peremén fut az el nem ágazó szegélyér (costa) és mögötte elhelyezkedő és vele nagyrészt összenőtt szegélyalatti ér (subcosta). A következő hosszanti lefutású erek a sugárér (radius), a középér (media), a könyökér (cubitus) és az anális vagy végső ér (analis), melyek már több ágra ágazhatnak. A hosszanti ereket harántirányú erek is összeköthetik. Az erek mezőket zárnak körül, melyeket szárnysejteknek hívnak. Ezek közül fontosabbak az éksejt, oblongum, és a sugársejt.
Ha a bogár nem használja szárnyait repülésre, akkor normálisan a szárnyfedők alatt, összehajtogatva tartja őket. Csak az ősibb alrendekre (Archostemata, Myxophaga) jellemző, hogy szárnyaik spirálisan csavarodnak fel, a fejlettebb alrendeknél ez speciális hajtogatási mechanizmusokkal történik. A szárnyak behajtogatódása az erezet és a szárnyfelület hajtogatási redői mentén történik, fajonként mindig ugyanolyan módon. A hártyás szárnyak ki- és behajtogatásában szerepe van a szárnyak tövéhez kapcsolódó repülőizmoknak, a potroh mozgásának, a szárnyerezet hidraulikus nyomásának és a szárnyak belső rugalmasságának is. A hajtogatási mechanizmus végén az immáron redőzött szárnyak egymást nagyrészt átfedve helyezkednek el a szárnyfedők és a potroh közt. Minél nagyobb a méretbeli különbség a hártyás szárnyak és a szárnyfedők közt, annál több redő mentén hajtogatódik a szárny. Csak kevés olyan bogárfaj van, ahol nyugalmi állapotban a szárnyak a szárnyfedők alól kilógnak (egyes cincérek, lágybogarak, darázsbogárfélék, Telegeusidae, Phengodidae).
Az erek lefutása és az általuk bezárt mezők, a sejtek elhelyezkedése a különböző rendszertani csoportokra jellemző bélyeg, alakulásuk alapján három fő alaptípust lehet elkülöníteni. 
Adephaga- vagy Caraboidea-típus: a szárny közepén négyszögletes sejtecske (oblongum) van, amelyet a középső ér első és második ága közti haránterek zárnak közre.
Staphylinoidea-típus: sem harántér, sem négyszögletű sejt sincs a szárnyon, a középér első ágának tőrésze is hiányzik.
Cantharoidea-típus: a középső ér horog alakban visszafordul, az alatta és felette futó erek közt lehetnek haránterek.
Habár e három alaptípuson kívül még számtalan variáció létezik, a bogarak rendszertanában és meghatározásában a szárnyerezet nem játszik olyan jelentős szerepet, mint például a hártyásszárnyúaknál vagy a kétszárnyúaknál.
A bogarak evolúciója során a szárnyerezet nagymérvű egyszerűsödése zajlott le; emellett megfigyelhető egyfajta redukció az apróbb fajoknál is. A méretcsökkenéssel együtt bekövetkező szárnyredukció legszélsőségesebb példáját a paránybogárfélék mutatják. Ezen apró testű (méretük 0,25 és 2 mm közt változik) bogarak hártyás szárnya szinte csonkká redukálódott, erezete majdnem eltűnt. A felületcsökkenést ellensúlyozandó, a szárnyak teljes oldaléleit hosszú pillák szegélyezik. Sok – főként talajlakó – bogárfaj elvesztette repképességét. Különösen gyakori ez az ormányosbogár-féléknél és a futrinkafélék családjainál (például a Magyarországon is honos Carabus-fajoknál). Ez utóbbinál az egyébként szárnyatlan fajoknak esetenként előfordulnak szárnyas példányaik is. Sivatagi és barlanglakó fajoknál szintén előfordul a repképtelenség. Ritkán az is előfordul, hogy mind a szárnyfedők, mind a hártyás szárnyak eltűnnek. Erre a két legismertebb példa a szentjánosbogár-félék és a főként újvilági elterjedésű Phengodidae családjainak egyes nőstényei.

#### Lábak
A bogarak mindhárom torszelvényéhez csatlakozik egy-egy pár járóláb. A lábak részei a csípő (coxa), tompor (trochanter), comb (femur), lábszár (tibia) és a lábfej (tarsus). Néha (például a rétbogárszerűek öregcsaládjában) a hátulsó csípő kiszélesedett, és az így kialakult combfedő a hátulsó lábak egy részét eltakarja. A lábszár gyakran fogazott vagy tüskés, végén általában sarkantyú van.
A lábfej ízeinek száma alapesetben minden lábon öt, ennek jelölése lábfejképlettel 5-5-5. Míg a ragadozó bogarak ősibb alrendjében csak ilyen fordul elő, a lábfejízek száma a jelenleg élő bogárcsaládok jelentős részénél redukálódott. Legtöbb esetben a lábfejízek száma minden lábfejen azonos mértékben csökkent (4-4-4 vagy 3-3-3). Heteromer lábfejképlet leggyakoribb formája a hátulsó lábfejízek redukciója (5-5-4): ez jellemző a gyászbogárszerűek öregcsaládjára, de előfordul különböző rendszertani helyzetű családok hímjeinél is. Ennél is szokatlanabb lábfejszámokat (4-5-5, 4-4-5, 5-4-4) csak bizonyos csiboroknál és holyváknál találunk. Látszólag négyízű (pseudoheteromer) lábfejük van a levélbogaraknak. Itt a lábfej apró, negyedik ízét a lebenyes harmadik íz körbefogja, emiatt nehezen látható. Egyes fajok hímjeinek (dögbogárfélék, futrinkafélék) elülső lábfeje kiszélesedett és tapadószőrökkel borított: ez a nőstényen való megkapaszkodást segíti elő párzás közben. Továbbá kiszélesedett lábfejek előfordulnak minden olyan csoportban, ahol a kifejlett bogarak a növényzeten, leveleken tartózkodnak, mint például a katicák és levélbogarak. A lábfej utolsó íze páros karomban végződik, amely tipikusan szimmetrikus és egyszerű, de lehet aszimmetrikus, hasított vagy fésűs.
A bogarak lába eredendően futóláb, de különféle életmódokhoz alkalmazkodva módosulhat ásó-, ugró- vagy úszólábbá is.

## Rendszerezés
|  | † Ademosynoidea   |
|  |                   |
|  | Cupedoidea        |
|  |                   |
|  | Micromalthoidea   |
|  |                   |
|  | † Permocupedoidea |
|  |                   |

|  | † Asiocoleoidea   |
|  |                   |
|  | † Rhombocoleoidea |
|  |                   |
|  | † Schizophoroidea |
|  |                   |

|  | † Ademosynoidea   |
|  |                   |
|  | Cupedoidea        |
|  |                   |
|  | Micromalthoidea   |
|  |                   |
|  | † Permocupedoidea |
|  |                   |

|  | † Asiocoleoidea   |
|  |                   |
|  | † Rhombocoleoidea |
|  |                   |
|  | † Schizophoroidea |
|  |                   |

|                | Bostrichoidea                   |
|                |                                 |
|                | Derodontoidea                   |
|                |                                 |
| Incertae sedis | \| \| Jacobsoniidae \| \| \| \| |
|                | \| \| Jacobsoniidae \| \| \| \| |
|                | Jacobsoniidae                   |
|                |                                 |

|  | Jacobsoniidae |
|  |               |

|  | Cleroidea      |
|  |                |
|  | Cucujoidea     |
|  |                |
|  | Coccinelloidea |
|  |                |
|  | Lymexyloidea   |
|  |                |
|  | Tenebrionoidea |
|  |                |

|  | Chrysomeloidea |
|  |                |
|  | Curculionoidea |
|  |                |

|  | Cleroidea      |
|  |                |
|  | Cucujoidea     |
|  |                |
|  | Coccinelloidea |
|  |                |
|  | Lymexyloidea   |
|  |                |
|  | Tenebrionoidea |
|  |                |

|  | Chrysomeloidea |
|  |                |
|  | Curculionoidea |
|  |                |

|                | Buprestoidea                   |
|                |                                |
|                | Byrrhoidea                     |
|                |                                |
|                | Dascilloidea                   |
|                |                                |
|                | Elateroidea                    |
|                |                                |
|                | Scirtoidea                     |
|                |                                |
| Incertae sedis | \| \| † Anacapitis \| \| \| \| |
|                | \| \| † Anacapitis \| \| \| \| |
|                | † Anacapitis                   |
|                |                                |

|  | † Anacapitis |
|  |              |

|  | Scarabaeoidea |
|  |               |

|  | Histeroidea    |
|  |                |
|  | Hydrophiloidea |
|  |                |
|  | Staphylinoidea |
|  |                |

|                | Bostrichoidea                   |
|                |                                 |
|                | Derodontoidea                   |
|                |                                 |
| Incertae sedis | \| \| Jacobsoniidae \| \| \| \| |
|                | \| \| Jacobsoniidae \| \| \| \| |
|                | Jacobsoniidae                   |
|                |                                 |

|  | Jacobsoniidae |
|  |               |

|  | Cleroidea      |
|  |                |
|  | Cucujoidea     |
|  |                |
|  | Coccinelloidea |
|  |                |
|  | Lymexyloidea   |
|  |                |
|  | Tenebrionoidea |
|  |                |

|  | Chrysomeloidea |
|  |                |
|  | Curculionoidea |
|  |                |

|  | Cleroidea      |
|  |                |
|  | Cucujoidea     |
|  |                |
|  | Coccinelloidea |
|  |                |
|  | Lymexyloidea   |
|  |                |
|  | Tenebrionoidea |
|  |                |

|  | Chrysomeloidea |
|  |                |
|  | Curculionoidea |
|  |                |

|                | Buprestoidea                   |
|                |                                |
|                | Byrrhoidea                     |
|                |                                |
|                | Dascilloidea                   |
|                |                                |
|                | Elateroidea                    |
|                |                                |
|                | Scirtoidea                     |
|                |                                |
| Incertae sedis | \| \| † Anacapitis \| \| \| \| |
|                | \| \| † Anacapitis \| \| \| \| |
|                | † Anacapitis                   |
|                |                                |

|  | † Anacapitis |
|  |              |

|  | Scarabaeoidea |
|  |               |

|  | Histeroidea    |
|  |                |
|  | Hydrophiloidea |
|  |                |
|  | Staphylinoidea |
|  |                |

|  | Caraboidea  |
|  |             |
|  | Dytiscoidea |
|  |             |
|  | Gyrinoidea  |
|  |             |
|  | Haliploidea |
|  |             |

|  | Lepiceroidea   |
|  |                |
|  | Sphaeriusoidea |
|  |                |

|  | † Ademosynoidea   |
|  |                   |
|  | Cupedoidea        |
|  |                   |
|  | Micromalthoidea   |
|  |                   |
|  | † Permocupedoidea |
|  |                   |

|  | † Asiocoleoidea   |
|  |                   |
|  | † Rhombocoleoidea |
|  |                   |
|  | † Schizophoroidea |
|  |                   |

|  | † Ademosynoidea   |
|  |                   |
|  | Cupedoidea        |
|  |                   |
|  | Micromalthoidea   |
|  |                   |
|  | † Permocupedoidea |
|  |                   |

|  | † Asiocoleoidea   |
|  |                   |
|  | † Rhombocoleoidea |
|  |                   |
|  | † Schizophoroidea |
|  |                   |

|                | Bostrichoidea                   |
|                |                                 |
|                | Derodontoidea                   |
|                |                                 |
| Incertae sedis | \| \| Jacobsoniidae \| \| \| \| |
|                | \| \| Jacobsoniidae \| \| \| \| |
|                | Jacobsoniidae                   |
|                |                                 |

|  | Jacobsoniidae |
|  |               |

|  | Cleroidea      |
|  |                |
|  | Cucujoidea     |
|  |                |
|  | Coccinelloidea |
|  |                |
|  | Lymexyloidea   |
|  |                |
|  | Tenebrionoidea |
|  |                |

|  | Chrysomeloidea |
|  |                |
|  | Curculionoidea |
|  |                |

|  | Cleroidea      |
|  |                |
|  | Cucujoidea     |
|  |                |
|  | Coccinelloidea |
|  |                |
|  | Lymexyloidea   |
|  |                |
|  | Tenebrionoidea |
|  |                |

|  | Chrysomeloidea |
|  |                |
|  | Curculionoidea |
|  |                |

|                | Buprestoidea                   |
|                |                                |
|                | Byrrhoidea                     |
|                |                                |
|                | Dascilloidea                   |
|                |                                |
|                | Elateroidea                    |
|                |                                |
|                | Scirtoidea                     |
|                |                                |
| Incertae sedis | \| \| † Anacapitis \| \| \| \| |
|                | \| \| † Anacapitis \| \| \| \| |
|                | † Anacapitis                   |
|                |                                |

|  | † Anacapitis |
|  |              |

|  | Scarabaeoidea |
|  |               |

|  | Histeroidea    |
|  |                |
|  | Hydrophiloidea |
|  |                |
|  | Staphylinoidea |
|  |                |

|                | Bostrichoidea                   |
|                |                                 |
|                | Derodontoidea                   |
|                |                                 |
| Incertae sedis | \| \| Jacobsoniidae \| \| \| \| |
|                | \| \| Jacobsoniidae \| \| \| \| |
|                | Jacobsoniidae                   |
|                |                                 |

|  | Jacobsoniidae |
|  |               |

|  | Cleroidea      |
|  |                |
|  | Cucujoidea     |
|  |                |
|  | Coccinelloidea |
|  |                |
|  | Lymexyloidea   |
|  |                |
|  | Tenebrionoidea |
|  |                |

|  | Chrysomeloidea |
|  |                |
|  | Curculionoidea |
|  |                |

|  | Cleroidea      |
|  |                |
|  | Cucujoidea     |
|  |                |
|  | Coccinelloidea |
|  |                |
|  | Lymexyloidea   |
|  |                |
|  | Tenebrionoidea |
|  |                |

|  | Chrysomeloidea |
|  |                |
|  | Curculionoidea |
|  |                |

|                | Buprestoidea                   |
|                |                                |
|                | Byrrhoidea                     |
|                |                                |
|                | Dascilloidea                   |
|                |                                |
|                | Elateroidea                    |
|                |                                |
|                | Scirtoidea                     |
|                |                                |
| Incertae sedis | \| \| † Anacapitis \| \| \| \| |
|                | \| \| † Anacapitis \| \| \| \| |
|                | † Anacapitis                   |
|                |                                |

|  | † Anacapitis |
|  |              |

|  | Scarabaeoidea |
|  |               |

|  | Histeroidea    |
|  |                |
|  | Hydrophiloidea |
|  |                |
|  | Staphylinoidea |
|  |                |

|  | Caraboidea  |
|  |             |
|  | Dytiscoidea |
|  |             |
|  | Gyrinoidea  |
|  |             |
|  | Haliploidea |
|  |             |

|  | Lepiceroidea   |
|  |                |
|  | Sphaeriusoidea |
|  |                |

|  | † Ademosynoidea   |
|  |                   |
|  | Cupedoidea        |
|  |                   |
|  | Micromalthoidea   |
|  |                   |
|  | † Permocupedoidea |
|  |                   |

|  | † Asiocoleoidea   |
|  |                   |
|  | † Rhombocoleoidea |
|  |                   |
|  | † Schizophoroidea |
|  |                   |

|  | † Ademosynoidea   |
|  |                   |
|  | Cupedoidea        |
|  |                   |
|  | Micromalthoidea   |
|  |                   |
|  | † Permocupedoidea |
|  |                   |

|  | † Asiocoleoidea   |
|  |                   |
|  | † Rhombocoleoidea |
|  |                   |
|  | † Schizophoroidea |
|  |                   |

|                | Bostrichoidea                   |
|                |                                 |
|                | Derodontoidea                   |
|                |                                 |
| Incertae sedis | \| \| Jacobsoniidae \| \| \| \| |
|                | \| \| Jacobsoniidae \| \| \| \| |
|                | Jacobsoniidae                   |
|                |                                 |

|  | Jacobsoniidae |
|  |               |

|  | Cleroidea      |
|  |                |
|  | Cucujoidea     |
|  |                |
|  | Coccinelloidea |
|  |                |
|  | Lymexyloidea   |
|  |                |
|  | Tenebrionoidea |
|  |                |

|  | Chrysomeloidea |
|  |                |
|  | Curculionoidea |
|  |                |

|  | Cleroidea      |
|  |                |
|  | Cucujoidea     |
|  |                |
|  | Coccinelloidea |
|  |                |
|  | Lymexyloidea   |
|  |                |
|  | Tenebrionoidea |
|  |                |

|  | Chrysomeloidea |
|  |                |
|  | Curculionoidea |
|  |                |

|                | Buprestoidea                   |
|                |                                |
|                | Byrrhoidea                     |
|                |                                |
|                | Dascilloidea                   |
|                |                                |
|                | Elateroidea                    |
|                |                                |
|                | Scirtoidea                     |
|                |                                |
| Incertae sedis | \| \| † Anacapitis \| \| \| \| |
|                | \| \| † Anacapitis \| \| \| \| |
|                | † Anacapitis                   |
|                |                                |

|  | † Anacapitis |
|  |              |

|  | Scarabaeoidea |
|  |               |

|  | Histeroidea    |
|  |                |
|  | Hydrophiloidea |
|  |                |
|  | Staphylinoidea |
|  |                |

|                | Bostrichoidea                   |
|                |                                 |
|                | Derodontoidea                   |
|                |                                 |
| Incertae sedis | \| \| Jacobsoniidae \| \| \| \| |
|                | \| \| Jacobsoniidae \| \| \| \| |
|                | Jacobsoniidae                   |
|                |                                 |

|  | Jacobsoniidae |
|  |               |

|  | Cleroidea      |
|  |                |
|  | Cucujoidea     |
|  |                |
|  | Coccinelloidea |
|  |                |
|  | Lymexyloidea   |
|  |                |
|  | Tenebrionoidea |
|  |                |

|  | Chrysomeloidea |
|  |                |
|  | Curculionoidea |
|  |                |

|  | Cleroidea      |
|  |                |
|  | Cucujoidea     |
|  |                |
|  | Coccinelloidea |
|  |                |
|  | Lymexyloidea   |
|  |                |
|  | Tenebrionoidea |
|  |                |

|  | Chrysomeloidea |
|  |                |
|  | Curculionoidea |
|  |                |

|                | Buprestoidea                   |
|                |                                |
|                | Byrrhoidea                     |
|                |                                |
|                | Dascilloidea                   |
|                |                                |
|                | Elateroidea                    |
|                |                                |
|                | Scirtoidea                     |
|                |                                |
| Incertae sedis | \| \| † Anacapitis \| \| \| \| |
|                | \| \| † Anacapitis \| \| \| \| |
|                | † Anacapitis                   |
|                |                                |

|  | † Anacapitis |
|  |              |

|  | Scarabaeoidea |
|  |               |

|  | Histeroidea    |
|  |                |
|  | Hydrophiloidea |
|  |                |
|  | Staphylinoidea |
|  |                |

|  | Caraboidea  |
|  |             |
|  | Dytiscoidea |
|  |             |
|  | Gyrinoidea  |
|  |             |
|  | Haliploidea |
|  |             |

|  | Lepiceroidea   |
|  |                |
|  | Sphaeriusoidea |
|  |                |

|  | † Ademosynoidea   |
|  |                   |
|  | Cupedoidea        |
|  |                   |
|  | Micromalthoidea   |
|  |                   |
|  | † Permocupedoidea |
|  |                   |

|  | † Asiocoleoidea   |
|  |                   |
|  | † Rhombocoleoidea |
|  |                   |
|  | † Schizophoroidea |
|  |                   |

|  | † Ademosynoidea   |
|  |                   |
|  | Cupedoidea        |
|  |                   |
|  | Micromalthoidea   |
|  |                   |
|  | † Permocupedoidea |
|  |                   |

|  | † Asiocoleoidea   |
|  |                   |
|  | † Rhombocoleoidea |
|  |                   |
|  | † Schizophoroidea |
|  |                   |

|                | Bostrichoidea                   |
|                |                                 |
|                | Derodontoidea                   |
|                |                                 |
| Incertae sedis | \| \| Jacobsoniidae \| \| \| \| |
|                | \| \| Jacobsoniidae \| \| \| \| |
|                | Jacobsoniidae                   |
|                |                                 |

|  | Jacobsoniidae |
|  |               |

|  | Cleroidea      |
|  |                |
|  | Cucujoidea     |
|  |                |
|  | Coccinelloidea |
|  |                |
|  | Lymexyloidea   |
|  |                |
|  | Tenebrionoidea |
|  |                |

|  | Chrysomeloidea |
|  |                |
|  | Curculionoidea |
|  |                |

|  | Cleroidea      |
|  |                |
|  | Cucujoidea     |
|  |                |
|  | Coccinelloidea |
|  |                |
|  | Lymexyloidea   |
|  |                |
|  | Tenebrionoidea |
|  |                |

|  | Chrysomeloidea |
|  |                |
|  | Curculionoidea |
|  |                |

|                | Buprestoidea                   |
|                |                                |
|                | Byrrhoidea                     |
|                |                                |
|                | Dascilloidea                   |
|                |                                |
|                | Elateroidea                    |
|                |                                |
|                | Scirtoidea                     |
|                |                                |
| Incertae sedis | \| \| † Anacapitis \| \| \| \| |
|                | \| \| † Anacapitis \| \| \| \| |
|                | † Anacapitis                   |
|                |                                |

|  | † Anacapitis |
|  |              |

|  | Scarabaeoidea |
|  |               |

|  | Histeroidea    |
|  |                |
|  | Hydrophiloidea |
|  |                |
|  | Staphylinoidea |
|  |                |

|                | Bostrichoidea                   |
|                |                                 |
|                | Derodontoidea                   |
|                |                                 |
| Incertae sedis | \| \| Jacobsoniidae \| \| \| \| |
|                | \| \| Jacobsoniidae \| \| \| \| |
|                | Jacobsoniidae                   |
|                |                                 |

|  | Jacobsoniidae |
|  |               |

|  | Cleroidea      |
|  |                |
|  | Cucujoidea     |
|  |                |
|  | Coccinelloidea |
|  |                |
|  | Lymexyloidea   |
|  |                |
|  | Tenebrionoidea |
|  |                |

|  | Chrysomeloidea |
|  |                |
|  | Curculionoidea |
|  |                |

|  | Cleroidea      |
|  |                |
|  | Cucujoidea     |
|  |                |
|  | Coccinelloidea |
|  |                |
|  | Lymexyloidea   |
|  |                |
|  | Tenebrionoidea |
|  |                |

|  | Chrysomeloidea |
|  |                |
|  | Curculionoidea |
|  |                |

|                | Buprestoidea                   |
|                |                                |
|                | Byrrhoidea                     |
|                |                                |
|                | Dascilloidea                   |
|                |                                |
|                | Elateroidea                    |
|                |                                |
|                | Scirtoidea                     |
|                |                                |
| Incertae sedis | \| \| † Anacapitis \| \| \| \| |
|                | \| \| † Anacapitis \| \| \| \| |
|                | † Anacapitis                   |
|                |                                |

|  | † Anacapitis |
|  |              |

|  | Scarabaeoidea |
|  |               |

|  | Histeroidea    |
|  |                |
|  | Hydrophiloidea |
|  |                |
|  | Staphylinoidea |
|  |                |

|  | Caraboidea  |
|  |             |
|  | Dytiscoidea |
|  |             |
|  | Gyrinoidea  |
|  |             |
|  | Haliploidea |
|  |             |

|  | Lepiceroidea   |
|  |                |
|  | Sphaeriusoidea |
|  |                |

A bogarak családszintű rendszerezése nagy vonalakban kiforrott, de a DNS-szekvenciákon alapuló új elemzések folyamatosan átrendezik a családok, sőt a családsorozatok határait és helyét.
A rendbe az alábbi alrendek tartoznak:
- Ragadozó bogarak (Adephaga) (Schellenberg, 1806)
- Archostemata (Kolbe, 1908)
- Myxophaga (Crowson, 1955)
- Mindenevő bogarak (Polyphaga) (Emery, 1886)

Az alrendeken belül mintegy 150 családot különítenek el.

## Fordítás
- Ez a szócikk részben vagy egészben  a   Beetle című angol Wikipédia-szócikk fordításán alapul.  Az eredeti cikk szerkesztőit annak laptörténete sorolja fel. Ez a jelzés csupán a megfogalmazás eredetét és a szerzői jogokat jelzi, nem szolgál a cikkben szereplő információk forrásmegjelöléseként.
- Ez a szócikk részben vagy egészben  a(z)   Жесткокрылые című orosz Wikipédia-szócikk fordításán alapul.  Az eredeti cikk szerkesztőit annak laptörténete sorolja fel. Ez a jelzés csupán a megfogalmazás eredetét és a szerzői jogokat jelzi, nem szolgál a cikkben szereplő információk forrásmegjelöléseként.